# Seron (Gironda)
Seron (en francès Cérons) és un municipi francès situat al departament de la Gironda i a la regió de la Nova Aquitània.

## Demografia
| 1962                                       | 1968  | 1975  | 1982  | 1990  | 1999  | 2007  |
| ------------------------------------------ | ----- | ----- | ----- | ----- | ----- | ----- |
| 1.229                                      | 1.241 | 1.281 | 1.308 | 1.319 | 1.347 | 1.652 |
| Des de 1962: població sense dobles comptes |       |       |       |       |       |       |

## Administració
| Període   | Identitat     | Partit |
| --------- | ------------- | ------ |
| 2001-2008 | Yves Fourthon | PS     |
| 2008-     | Patrick Soulé |        |